# Belisariidae
Famille
Les Belisariidae sont une famille de scorpions.

## Distribution
Les espèces de cette famille se rencontrent en Espagne, en France et en Italie.

## Liste des genres
Selon The Scorpion Files (11/04/2020) :
- Belisarius Simon, 1879
- Sardoscorpius Tropea & Onnis, 2020

## Publication originale
- Lourenço, 1998 : Panbiogeography, disrupted distributions and the concept of relictual family in scorpions. Biogeographica, Paris, vol. 74, no 3, p. 133-144.